# Volksbank Staufen
Die Volksbank Staufen eG ist eine deutsche Genossenschaftsbank mit Sitz in der baden-württembergischen Stadt Staufen im Breisgau im Landkreis Breisgau-Hochschwarzwald.

## Geschichte
Die Volksbank Staufen eG wurde am 28. März 1923 in Staufen im Breisgau gegründet und hat sich bis heute ihre Eigenständigkeit bewahrt.

## Rechtsverhältnisse
Die Volksbank Staufen eG ist im Genossenschaftsregister beim Amtsgericht Freiburg unter GnR 310007 eingetragen.

## Organisationsstruktur
Rechtsgrundlagen sind das Genossenschaftsgesetz und die durch die Generalversammlung beschlossene Satzung. Organe der Bank sind der Vorstand, der Aufsichtsrat und die Generalversammlung.

## Sicherungseinrichtung
Die Volksbank Staufen eG ist der amtlich anerkannten Sicherungseinrichtung des Bundesverbandes der Deutschen Volksbanken und Raiffeisenbanken GmbH und der zusätzlichen freiwilligen Sicherungseinrichtung des Bundesverbandes der Deutschen Volksbanken und Raiffeisenbanken e.V. angeschlossen.

## Geschäftsausrichtung
Die Volksbank Staufen eG betreibt das Universalbankgeschäft. Im Verbundgeschäft arbeitet sie mit der DZ Bank, R+V Versicherung, Bausparkasse Schwäbisch Hall, Teambank, VR Leasing,  DZ Hyp und der Union Investment zusammen.

## Geschäftsgebiet
Das Geschäftsgebiet liegt im Südwesten des Landkreises Breisgau-Hochschwarzwald.
An diesen Orten betreibt die Bank Filialen:
- Staufen im Breisgau (Hauptstelle, jur. Sitz)
- Münstertal/Schwarzwald (Geschäftsstelle)
- Bad Krozingen (2 Geschäftsstellen)
- Ballrechten-Dottingen (Geschäftsstelle)
- Ehrenkirchen (Geschäftsstelle)
- Heitersheim (Geschäftsstelle)
- Sulzburg (SB-Geschäftsstelle)